# Saletyni

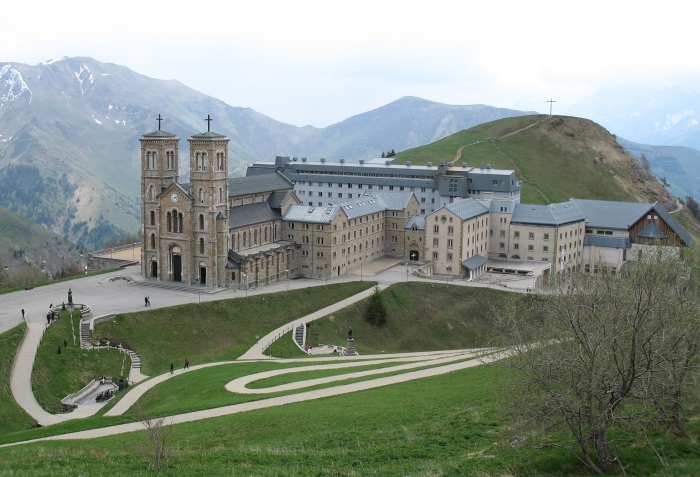
Panorama La Salette

Saletyni, Zgromadzenie Księży Misjonarzy Saletynów – zgromadzenie zakonne założone 1 maja 1852 przez biskupa Philiberta de Bruillard, a zatwierdzone 14 maja 1890 roku przez papieża Leona XIII.

## Historia

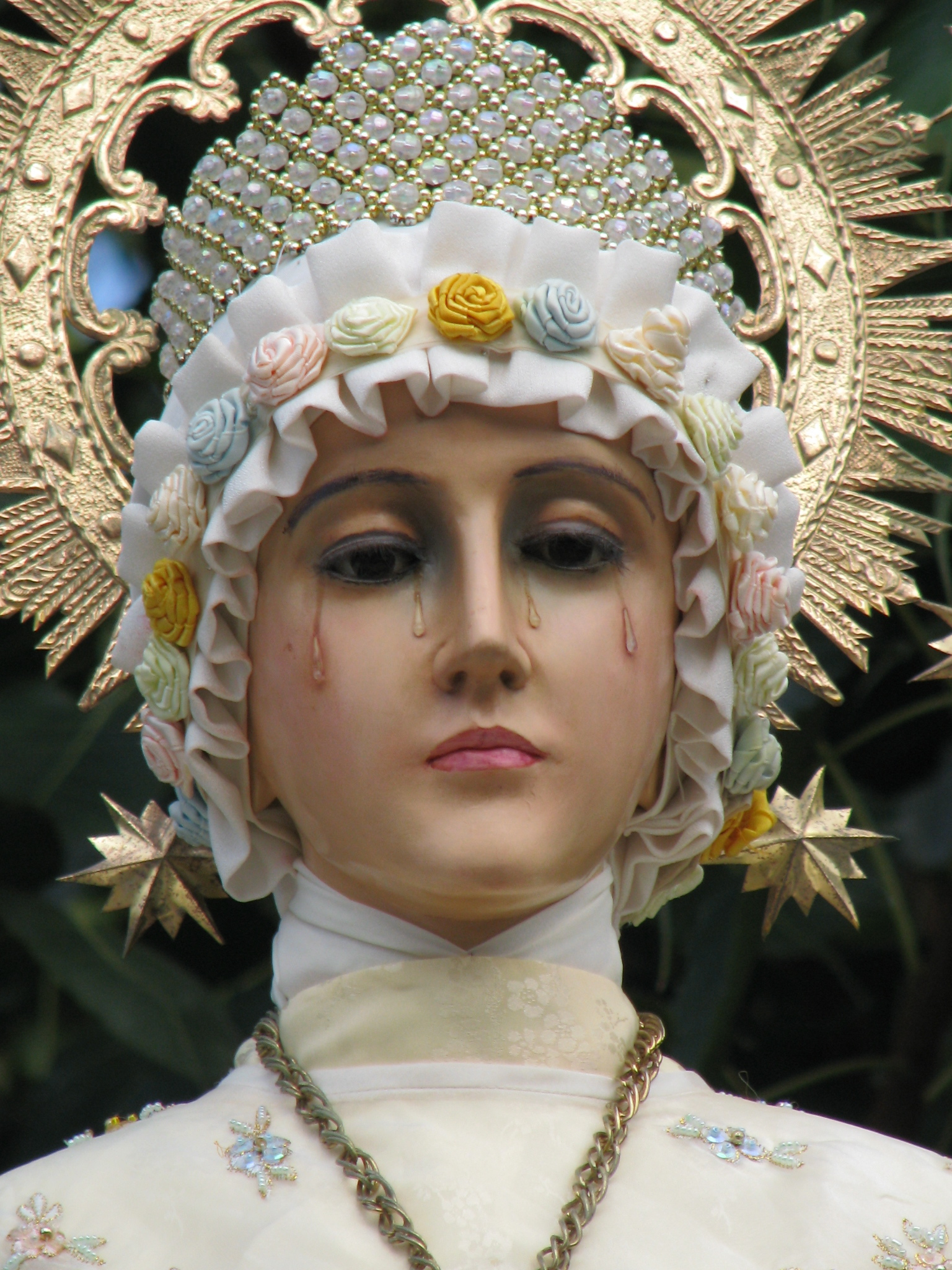
Matka Boża Saletyńska

### Powstanie zakonu
Zgromadzenie, związane z objawieniem Matki Bożej w La Salette 19 września 1846 roku, powstało z inicjatywy ks. biskupa Philiberta de Bruillard (1765–1860), ordynariusza z Grenoble.
W dniu 1 maja 1852 roku, ks. biskup Philibert de Bruillard wydał list pasterski, w którym zapowiedział rozpoczęcie budowy wspaniałej bazyliki na górze objawienia oraz utworzenie zgromadzenia misyjnego, którego celem i zadaniem będzie głoszenie nauk, przestróg i napomnień Matki Bożej z La Salette. Poinformował w nim diecezjan:
„Jakkolwiek ważną rzeczą jest budowa sanktuarium, ale ważniejszym dziełem jest przeznaczenie kapłanów do jego obsługi. Są to pobożni słudzy ołtarza przeznaczeni do jego obsługi, do przyjmowania pielgrzymów, do głoszenia im Słowa Bożego, do sprawowania wśród nich posługi pojednania ich z Bogiem, do udzielania im Sakramentu Ołtarza i bycia dla nich "wiernymi szafarzami tajemnic Bożych (Kor 4, 1)”.
Uroczystość poświęcenia i wmurowania kamienia węgielnego pod budowę nowej świątyni odbyła się 25 maja 1852 roku.

Wkrótce, biskup, po zaciągnięciu opinii w kręgach kapłańskich w swojej diecezji, powołał do istnienia wspólnotę Misjonarzy Matki Bożej z La Salette. Biskup w styczniu oraz w lutym 1852 r., jeszcze przed oficjalnym zatwierdzeniem wspólnoty misjonarskiej, wybrał 5 księży ze swojej diecezji i zaprosił ich do współpracy organizacyjnej w tworzeniu wspólnoty. Nominacje otrzymali:
- ks. Piotr Archier (1815–1899),
- ks. Celestyn Bonvallet (1823–1890),
- ks. Bernard Burnoud (1807–1860),
- ks. Franciszek Denaz (1811–1857),
- ks. Michał Sibillat (1815–1870).

Zamieszkali tymczasowo w baraku naprędce sklejonym z desek. Prowadzili życie surowe i pełne wyrzeczeń. Początkowo nie składali oni ślubów zakonnych, prowadzili jednak życie wspólne, spieszyli z pomocą duchowną pielgrzymom, przybywającym licznie na górę. Pierwszym przełożonym i odpowiedzialnym za tę wspólnotę był ks. Bernardin Burnoud.
W maju 1857 roku reguła została nadana najpierw w domu misjonarzy w Grenoble, następnie na górze objawień w La Salette.
Formalnie jednak prawdziwe życie zakonne zaczęło się wówczas, gdy 2 lutego 1858 roku, za zezwoleniem biskupa Grenoble Achillem Ginoulhiac, 6 saletynów złożyło pierwsze śluby zakonne na okres jednego roku: czystości, ubóstwa i posłuszeństwa. Dzień 2 lutego 1858 roku można uważać za dzień „narodzenia” Zgromadzenia Misjonarzy Matki Bożej z La Salette na prawie diecezjalnym, opartego na zatwierdzonej przez biskupa Grenoble regule.

Wtedy też ustalono, że charakterystycznym znakiem saletynów będzie mosiężny krzyż wielkości 28 centymetrów z obcęgami i młotkiem, na wzór tego, jaki Maryja miała na sobie w czasie objawienia. Pierwszym przełożonym Zgromadzenia Misjonarzy Matki Bożej z La Salette na prawie diecezjalnym został ks. Pierre Archier.

W tym samym dniu biskup nadał Zgromadzeniu, opracowaną przez ks. Jacques'a Philippe Orcel (1805–1878), prowizoryczną regułę zakonną jako obowiązującą we wspólnocie misjonarzy diecezjalnych. Reguła ta została zatytułowana „Tymczasowe Reguły Misjonarzy Diecezjalnych Matki Bożej z La Salette”. Według niej specyfiką duchowości nowej wspólnoty miały być: duch modlitwy, pokuty i gorliwości apostolskiej. Reguła ta została w 1862 roku przystosowana dla braci zakonnych.
10 lutego 1876 roku kapituła generalna wypracowała pierwsze Konstytucje zakonne oraz ukierunkowała je w duchu czynnego apostolstwa. W tym samym dniu, misjonarze złożyli na ręce nowego superiora generalnego śluby zakonne według nowej reguły.

Cel Zgromadzenia został określony jako upowszechnianie przestróg i napomnień zawartych w Orędziu Matki Bożej z La Salette.
W roku 1879 miały miejsce dwa znaczące fakty historyczne: na górze objawienia poświęcono bazylikę (w dniu 20 sierpnia) i ukoronowano figurę Matki Bożej z La Salette (21 sierpnia), a w Rzymie wydano dekret pochwalny (27 maja), na mocy którego Zgromadzenie Misjonarzy Matki Bożej z La Salette przeszło pod bezpośrednią władzę Stolicy Apostolskiej.

W dniu 14 maja 1890 roku papież Leon XIII zatwierdził zgromadzenie i nadał mu prawo rozszerzania się według potrzeb Kościoła na całym świecie.

### Rozwój zakonu
W latach (1880–1892) Saletyni pełnili z wielkim powodzeniem posługę misyjną w Norwegii. W 1892 roku wyjechali pierwsi Saletyni do Stanów Zjednoczonych, a w 1899 roku założono pierwsze placówki misyjne w Kanadzie. Natomiast jesienią 1899 roku kilku misjonarzy udało się na Madagaskar, aby tam objąć pracę misyjną w prowincji Vakinankaratra. Poza Szwajcarią powstały szkoły misyjne w Stanach Zjednoczonych, w Belgii i we Włoszech, które przygotowywały nowych misjonarzy. Stan personalny Zgromadzenia w roku 1896 wynosił 150 zakonników, co oznaczało przyrost o 139 członków w ciągu ostatnich dwudziestu lat.
Kiedy w roku 1901 wybuchło we Francji prześladowanie Kościoła, w tym systematyczna likwidacja życia zakonnego, rząd masoński pod kierownictwem Rene Waldeck-Rousseau (1846–1904) i Émile Combesa (1835–1921) wydał na Zgromadzenie Misjonarzy Matki Bożej z La Salette wyrok kasaty. Ta ustawa rządowa o zgromadzeniach zakonnych z 1 lipca 1901 roku, zmusiła Saletynów do opuszczenia La Salette i przerwania wszystkich ich dotychczasowych dzieł na terenie Francji. Przede wszystkim wielkim ciosem było wygnanie ich z samej kolebki – z sanktuarium La Salette i skazanie na ponad 40-letnią tułaczkę. Było to chyba, jak sądzą saletyni:
widocznym zrządzeniem Opatrzności Bożej, która tego sposobu użyła dla rozszerzenia Zgromadzenia i czci Matki Bożej Saletyńskiej.
Wkrótce, bowiem w odległych krajach powstawały liczne domy zakonne saletynów, które stały się nowymi ośrodkami czci Matki Płaczącej. Rozwój ten następował również w kierunku Europy Wschodniej.
W 1926 roku Papież Pius XI zatwierdził Konstytucje zakonne i Zgromadzenie zostało podzielone na sześć regionów (Brazylia, Francja, Kanada, Madagaskar, Polska i Stany Zjednoczone), a od 1932 r. na cztery prowincje (francuską, amerykańską, polską i brazylijską).

Po Soborze Watykańskim II Konstytucje zakonne Misjonarzy Matki Bożej z La Salette zostały poddane rewizji i odnowie w duchu soborowym, a następnie zatwierdzone przez Stolicę Apostolską w dniu 6 czerwca 1985 roku.
Aktualnie Saletyni (stan na 2002 rok) posiadają 8 prowincji i 3 regiony.

### Saletyni w Polsce

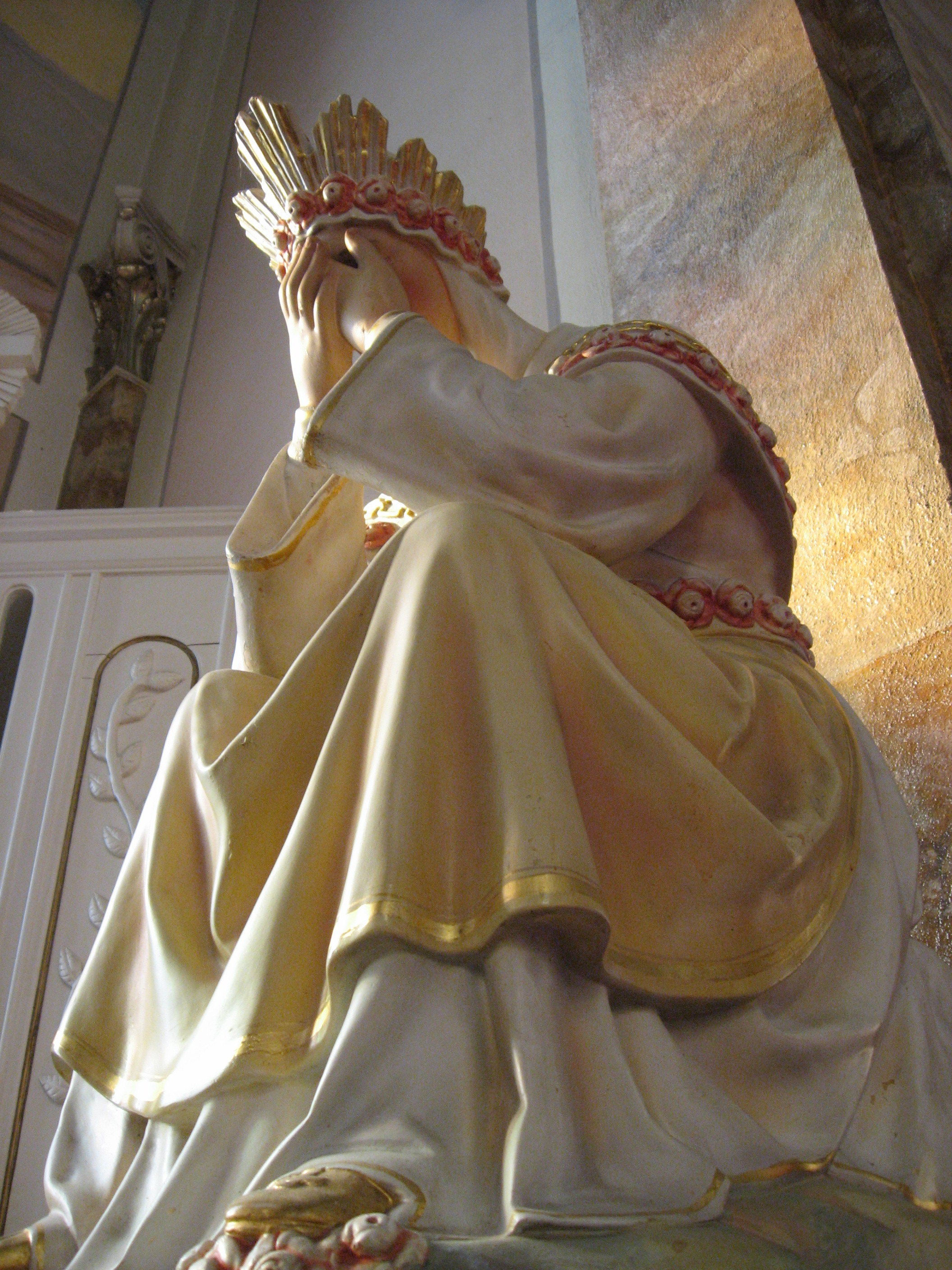
Matka Boża Płacząca

Pierwsi saletyni przybyli do Polski ze Szwajcarii 16 września 1902 roku. Zostali skierowani na naukę języka polskiego, aby pracować wśród Polonii amerykańskiej. Dwa lata później dwaj saletyni wyjechali do pracy z Polonią, a 3 saletyni pozostali w Polsce i w 1905 roku objęli parafię w Puźnikach. 30 listopada 1905 saletyni otworzyli pierwszy dom zakonny w Polsce.
W 1912 r. zgromadzenie osiedliło się też w Dębowcu, gdzie poświęcono pierwszą w Polsce kaplicę ku czci Matki Bożej z La Salette. Zbudowany tutaj klasztor stał się macierzystym domem dla polskich saletynów. W latach następnych prowadzili oni m.in. parafię pw. św. Józefa w Stanisławowie i parafię pw. Matki Bożej Królowej Polski we Lwowie-Sichowie. Po zakończeniu II wojny światowej saletyni musieli opuścić parafie na Kresach Wschodnich. Obecnie pełnią posługę duszpasterską w następujących placówkach: Kobylanka (1930), Rzeszów (1936), Trzcianka (1945), Sobieszewo (1946), Kuźnica Czarnkowska (1946), Warszawa (1948), Łętowe (1952), Zakopane (1958), Olsztyn (1958), Warszawa – parafia Matki Bożej Saletyńskiej (1958) Kraków – parafia Matki Bożej Saletyńskiej (1983), Łapsze Wyżne (1984), Mrągowo (1990) i Mysłowice – Krasowy (1996). Wyższe Seminarium Duchowne Zgromadzenia Misjonarzy Matki Bożej z La Salette znajduje się przy ul. Koszalińskiej 12 w Krakowie.

## Habit
Saletyni noszą sutannę taką jak księża w danej diecezji z przepasanym czarnym pasem, za który zatknięty jest krzyż z młotkiem i obcęgami – symbolami męki i śmierci Chrystusa.

## Wydawnictwa
- Wydawnictwo „La Salette”
- Dwumiesięcznik „La Salette – Posłaniec M.B. Saletyńskiej”